# Никлаус Мануел
Никлаус Мануел Дојч (Шаблон:Јез-, око 1484 — 28. април 1530) био је швајцарски уметник, писац, најамник и реформаторски политичар из Берна.

## Биографија
Никлаус Мануел Дојч је највероватније био син Емануела Алемана, апотекара чији је отац емигрирао из Кјерија у Пијемонту, и његове супруге Маргарете Фрикер (или Фрикарт), ванбрачне кћерке бернског градског писара Тиринга Фрикера. Презиме „Мануел“ преузео је као породично, користећи име свог оца, док је надимак „Дојч“ користио као немачки еквивалент презимена „Алеман“, потписујући своје радове иницијалима НМД.
Први пут се помиње 1509. године, када се оженио Катарином Фришинг, кћерком Ханса Фришинга, бившег управника и члана градског већа Берна (Kleiner Rat). Никлаус Мануел и Катарина Фришинг имали су шесторо деце, од којих су двоје, Ханс Рудолф Мануел Дојч (1525–1571) и Никлаус Мануел Дојч Млађи (1528–1588), такође постали уметници. Никлаус Мануел се сматра оснивачем патрицијске породице Мануел из Берна.
Од 1510. године био је члан градског парламента (Grosser Rat), а као сликар у служби града први пут се помиње 1513. године. Поред Ханса Холбајна Млађег, сматра се једним од најзначајнијих представника ренесансног сликарства у Швајцарској.
Године 1514. купио је кућу у улици Gerechtigkeitsgasse 72, која је остала у власништву породице Мануел до 17. века.
Године 1516. ступио је у најамничку службу као секретар Албрехта фон Штајна и учествовао у француској кампањи у оквиру Италијанског рата. Његово чувено дело Мртвачки плес на зиду Доминиканског манастира у Берну започето је 1516. или 1517. године. Ово дело је уништено 1660. године, али је сачувана копија из 1649. коју је израдио Албрехт Кау. Најновији радови које је Мануел потписао датирају из око 1520. године, након чега се посветио књижевном стваралаштву. Као свој знак користио је цртеж швајцарског дегена (мач), заједно са иницијалима НМД. Деген се појављује и у његовим рукописима, док је у неким штампаним делима користио псеудоним Schwitzerdegen.
Године 1522. поново је ступио у службу код Албрехта фон Штајна и учествовао у кампањи у Ломбардији, где је био рањен код Новаре. Учествовао је и у бици код Бикоке 27. априла 1522. године. Након пораза швајцарских најамника од стране немачких Ландскнехти, написао је сатиричну песму против њих.
Након кампање 1522. године, Мануел је оштро критиковао Свету столицу, посебно папу Лава X и његову милитаристичку политику у Италијанским ратовима. У наредним годинама постао је снажан заговорник швајцарске реформације и пријатељ Улриха Цвинглија, који је, као и он, учествовао у кампањама у Италији и разочарао се у ратну политику папе. У Берну је заједно са Берктолдом Халером, свештеником цркве Светог Винсента, активно промовисао реформаторске идеје.
Мануел је 1522. године написао две анти-католичке (анти-папистичке) карневалске представе (Fasnachtsspiele), које су изведене исте године. Ове представе су биле изузетно популарне и сматра се да су више допринеле прихватању реформације у Берну него проповеди Берктолда Халера. Представе су штампане већ 1524. године, а поново 1540. године. Издање из 1540. послужило је као основа за поновно издање објављено 1836. године.
Године 1523. постављен је за управника (Vogt) Берна у местима Ерлах, Ешалан и Нидау. Као представник Берна учествовао је на Швајцарској дијети 1526. године. Од априла 1528. године па све до смрти био је члан градског већа (Kleiner Rat).

## Уметнички радови
- Швајцарски најамник, са сценом напада на Кастелацо (1513/1514)
- Швајцарски најамник (1513/1514)
- Алегорија о најамничкој служби
- Одсецање главе Јована Крститеља (1513/1514)
- Свети Лука слика Богородицу
- Копија аутопортрета Никлауса Мануела из 1649. у изгубљеном плесном макабру на доминиканском гробљу у Берну (1516/1517)
- Иницијали НМД са швајцарским дегеном (1516/1517)
- Одсецање главе Јована Крститеља (1517)
- Париска пресуда (1517/1518)
- Алегорија смрти (цртеж)
- Демони који муче Антонија (1520)
- Аутопортрет (1520)
- Лукреција (1517)

## Књижевна дела
- Око 1510. године, заједно са Томасом Мурнером: Ein schön bewährts Lied von der reinen unbefleckten Empfängnis Marie (песма о безгрешном зачећу).[6][7]
- 1522: Ein Traum (песма о катастрофалном учешћу Свете Столице, односно недавно преминулог „ратничког папе“ Лава X у Италијанским ратовима).
- Око 1522: Nüw Lied und Verantwortung deß Sturms halb beschähn zu Pigogga (штампано након 1525. године).
- 1522: Underscheyd zwischen dem Bapst und Christum Jhesum (драма).
- 1522/1523: Vom Papst und seiner Priesterschafft (драма).[8]
- 1523: Die Totenfresser.[9]
- 1525: Der Ablaßkrämer (драма).[10]
- 1526: Das Barbeli (драмски дијалог против монашког живота).[11]
- 1526: Fabers und Eggen Badenfahrt (дијалог).[12]
- 1528: Krankheit und Testament der Messe (сатира).

Дело Elsli Tragdenknaben (von dem Elszlin trag den knaben und von Uly Rechenzan, mit irem eelichen Gerichtshandel), штампано 1530. године, понекад се приписује Никлаусу Мануелу, али се верује да је та атрибуција непоуздана.